# Anthactinia
Anthactinia je rod iz porodice Passifloraceae.
Ovaj rod još nema priznatih vrsta. Nije riješen status za 7 vrsta.
1. Anthactinia horsfleldii M.Roem.
2. Anthactinia longipes Bory
3. Anthactinia moluccana M.Roem.
4. Anthactinia penangiana M.Roem.
5. Anthactinia singaporiana M.Roem.
6. Anthactinia sumatrana M.Roem.
7. Anthactinia timorensis M.Roem.